# Шарипов, Салижан Шакирович
Салижа́н Шаки́рович Шари́пов (кирг. Салижан Шакир уулу Шарипов; род. 24 августа 1964, Узген, Ошская область) — российский космонавт, Герой Российской Федерации (2005), Герой Кыргызской Республики (1998).

## Биография
Родился 24 августа 1964 года в городе Узген Ошской области Киргизской ССР. Бабушка по национальности узбечка из Хорезма, дедушка — таджик из Ура-тюбе.
В 1981 году окончил В Узгене среднюю школу и поехал поступать в Оренбургское авиационное училище, но выяснив, что училище готовило лётчиков бомбардировочной авиации, а не лётчиков-истребителей, отказался от поступления.
В 1982 году был призван на срочную службу в Советскую Армию, служил в техническом подразделении авиационного полка в Приморском крае. Из войск поступил в Харьковское высшее военное авиационное училище лётчиков имени дважды Героя Советского Союза С. И. Грицевца. После окончания в 1987 году служил лётчиком-инструктором в 716-м учебном авиационном полку ВВС Среднеазиатского военного округа. Имеет общий налёт на самолётах различных типов около 950 часов.
В 1990 году был отобран в отряд советских космонавтов (11-й набор космонавтов ЦПК ВВС) Центра подготовки космонавтов им. Ю. А. Гагарина. Прошёл полный курс подготовки к полётам на космических кораблях серии Союз ТМ и орбитальной станции «Мир» в качестве командира корабля. Без отрыва от работы в Центре подготовки космонавтов в 1994 году окончил факультет «Аэрокосмоэкология» Государственной академии нефти и газа по специальности «Сопряжённая обработка аэрокосмоэкологических материалов».
Летом 1997 года прибыл в США для подготовки к полёту на борту американского корабля многоразового использования системы Space Shuttle. С 22 января по 31 января 1998 года совершил космический полёт в качестве специалиста полёта космического корабля «Endeavour» по программе STS-89 продолжительностью 8 дней 19 часов 46 минут 54 секунды. В ходе полёта была осуществлена стыковка с российским орбитальным комплексом «Мир». До полета Ю. Лончакова был самым молодым (по дате рождения) из слетавших в космос.
Второй космический полёт совершил в качестве командира космического корабля «Союз ТМА-5» и бортинженера 10-й основной экспедиции на Международной космической станции с 14 октября 2004 года по 25 апреля 2005 года. В период полёта совершил 2 выхода в открытый космос.
Флаг Кыргызстана, взятый в полёт, был позже вручён президенту этой страны[какому?], а флаг Таджикистана, взятый в тот же полёт в честь дедушки, в 2022 году в День Государственного флага Таджикистана был передан в фонд Национального музея Таджикистана.
Статистика
| # | Стартовый корабль | Старт, UTC        | Экспедиция          | Корабль посадки | Посадка, UTC      | Налёт                        | Выходы в открытый космос | Время в открытом космосе |
| - | ----------------- | ----------------- | ------------------- | --------------- | ----------------- | ---------------------------- | ------------------------ | ------------------------ |
| 1 | Индевор STS-89    | 23.01.1998, 02:48 | Индевор STS-89, Мир | Индевор STS-89  | 31.01.1998, 22:35 | 08 суток 19 часов 46 минут   | 0                        | 0                        |
| 2 | Союз ТМА-5        | 14.10.2004, 03:06 | Союз ТМА-5, МКС-10  | Союз ТМА-5      | 24.04.2005, 22:08 | 192 суток 19 часов 02 минуты | 2                        | 10 часов 00 минут        |
|   |                   |                   |                     |                 |                   | 201 сутки 14 часов 49 минут  | 2                        | 10 часов 00 минут        |

Рассказывая о своих впечатлениях, полученных во время двух космических полётов, Салижан Шарипов отмечал:
«Наша планета прекрасна, она невероятно красива. Если бы все люди увидели нашу Землю из космоса, мне кажется, у нас никогда не было бы войн… Оттуда границ не видно, зато отлично заметен тонкий слой атмосферы, который защищает жизнь на Земле. И очень хорошо видно, как плохо люди относятся к природе, можно различить даже нефтяные пятна. Земля — она такая маленькая, хрупкая, красивая, мы должны защищать и беречь её».
С октября 2005 по май 2006 года был представителем Центра подготовки космонавтов им. Ю. А. Гагарина в Космическом центре имени Джонсона в Хьюстоне, США. В дальнейшем проходил подготовку в Центре подготовки космонавтов имени Ю. А. Гагарина, с ноября 2006 года — заместитель командира отряда космонавтов Центра. Являлся командиром дублирующих экипажей кораблей «Союз ТМ-29» и «Союз ТМ-30». В июле 2008 года освобождён от должности заместителя командира отряда космонавтов, выведен из состава отряда космонавтов и назначен начальником отделения в Первом управлении Центра подготовки космонавтов им. Ю. А. Гагарина.
В 2012 году стал героем документального фильма «Мусульмане, которыми гордится Россия. Фильм второй. Звездный час Салижана Шарипова»..
За успешное осуществление космических полётов удостоен высоких правительственных наград Российской Федерации, Киргизской Республики, Республики Узбекистан и Республики Таджикистан.
В апреле 2014 года Салижан Шарипов официально установил государственный флаг Кыргызстана на Северном полюсе.

## Личная жизнь
Увлекается футболом, любит чтение. С 2016 года является официальным лицом компании «Байбол», специализирующейся в финансовой помощи и в повышении финансовой грамотности среди приезжих из стран Средней Азии.

## Классность
- Военный лётчик 3-го класса (05.05.1989)
- Военный лётчик-инструктор 3-го класса (28.08.1989)
- Космонавт 3-го класса (19.05.1999)

## Воинские звания
- Лейтенант (30.10.1987).
- Старший лейтенант (30.10.1989).
- Капитан (5.11.1991).
- Майор (10.11.1994).
- Подполковник (27.11.1997).
- Полковник (2000).

## Награды
- Герой Российской Федерации (Указ от 13 сентября 2005);
- Лётчик-космонавт Российской Федерации (Указ от 10 апреля 1998 № 372);
- медаль «За заслуги в освоении космоса» (12 апреля 2011) — за большие заслуги в области исследования, освоения и использования космического пространства, многолетнюю добросовестную работу, активную общественную деятельность[14];
- медаль «70 лет Вооружённых Сил СССР» (1988 год);
- медаль «За укрепление боевого содружества»;
- медали «За отличие в военной службе» I и II степеней;
- медаль «За безупречную службу» III степени;
- медаль Алексея Леонова (Кемеровская область, 2015) — за два совершённых выхода в открытый космос[15];
- Герой Киргизской Республики с вручением особого знака «Ак Шумкар» (Кыргызстан, 3 февраля 1998) — за выдающийся вклад в международное освоение космоса, личное мужество и патриотизм[16];
- орден «За выдающиеся заслуги» (Узбекистан, 29 апреля 1999) — за мужество и отвагу, проявленные в исследовании космического пространства на американском корабле «Шаттл-Эндевер», заслуги в повышении авторитета узбекской нации, её чести и славы, а также большой вклад в изучение молодёжью тайн Вселенной, питание их в духе патриотизма и дружбы[17];
- орден Амира Темура (Узбекистан);
- 2 медали «За космический полёт» (NASA, вручены в 1998, 2005);
- медаль «За выдающуюся общественную службу» NASA, 2005;
- медаль «Российско-киргизская дружба» (Кыргызстан, 2011).
- Почётный гражданин города Бишкек[18].

## Семья
Отец — Шакиржан Шарипов 1929 г.р., мать — Тургунай Шарипова (Ташматова) 1936 г.р. Сестра — Матлюба Шарипова, 1955 г.р., врач, заместитель акима Узгенского района, братья — Кадыржан Шарипов, 1957 г.р., повар, Кабилжан Шарипов, 1959 г.р. Садыкжан Шарипов, 1970 г.р. Собитжан Шарипов, 1972 г.р., инженер-строитель, сестра — Зульфия Шарипова, 1974 г.р., фармацевт.
Жена Насиба Мавляновна Шарипова (Саткулова), 1964 г.р., экономист. Дочь Нигара, 1988 г.р., сын Джахангир, 1992 г.р.

## Увековечение
- Именем С. Шарипова названы школа № 22 города Ош и несколько школ и улиц в Ошской области.
- Почётный гражданин города Ош (2005).
- Почётный профессор Ошского Государственного университета (2005).